# 郭祥鵬
郭祥鵬（1454年—？），字于漢，江西吉安府泰和縣人，民籍，明朝政治人物。

## 生平
江西鄉試第三十五名舉人。成化十七年（1481年）中式辛丑科二甲第二十名進士。

## 家族
曾祖郭九章；祖父郭仲吾；父郭東震，母劉氏。严侍下。兄祥麒，贡士；祥鳳；祥凰；祥蛟。